# Chiesa di San Giovanni Battista (Aci Trezza)
La chiesa di San Giovanni Battista è un luogo di culto cattolico situato ad Aci Trezza.

## Storia
Chiesa principale del paese, è stata ricostruita dopo il Terremoto del Val di Noto dell'11 gennaio 1693. Venne benedetta il 14 ottobre 1696.
Tra il 1746 ed il 1768, sotto la direzione dell'arciprete don Silvestro De Amico, arriva la statua del Santo Patrono. Contestualmente la popolazione aumenta e pertanto si decide di ampliare la chiesa che era a navata unica e senza la canonica. Il primo arciprete nativo di Acitrezza, don Francesco Spina che esercitò il suo ministero dal 1768 al 1808, iniziò i lavori di ampliamento e di abbellimento: vennero aggiunti stucchi, decori ed affreschi arricchendo la chiesa anche di paramenti pregevoli ed argenti preziosi.
A cavallo dei secoli XIX e XX vi operò l'Arciprete don Salvatore De Maria, che la ristrutturò e soprattutto l'ampliò, costruendovi la casa canonica e la navata minore nel 1889. La fece, inoltre, ritornare parrocchia indipendente dalla chiesa madre di Aci San Filippo, come stabilito alla sua fondazione dal principe Stefano Riggio.
Nel 1948 fece da sfondo al film La terra trema di Luchino Visconti, girato interamente ad Aci Trezza.
Il 14 ottobre 2016, in occasione del 320º anniversario della benedizione della chiesa, è stato officiato il rito della dedicazione e consacrazione del luogo di culto alla presenza del Vescovo di Acireale Mons. Antonino Raspanti.

## Facciata
La facciata è in stile barocco con portale classico, al di sopra del quale si trovano due celle campanarie. Il finestrone centrale è sormontato da una seconda finestra superiore con la statua del Santo Patrono, collocata in occasione del Giubileo universale della Chiesa cattolica del 1900. In cima al centro vi è un piccolo campanile a vela con una campana. Il secondo campanile turrito è laterale.

## Interno
L'interno è a doppia navata, con abside semicircolare nella navata maggiore, splendidamente decorato da stucchi che circondano le quattro cappelle laterali. Al suo interno, oltre alla statua lignea settecentesca di San Giovanni Battista posta all'interno di una cameretta sull'Altare maggiore, vi sono conservati dentro due nicchie nella navata minore i simulacri della Madonna della Buona Nuova e di San Giuseppe; quest'ultimo, con ogni probabilità è l'originale statua conservata nella vecchia chiesa, distrutta dal terremoto del 1693. Accanto all'altare maggiore vi è collocata una tela di Francesco Mancini, realizzata nel 1909, raffigurante la predicazione del Battista sul Giordano. Dopo le balaustre in marmo, forse appartenenti alla distrutta chiesa di San Giuseppe, troviamo un pulpito ligneo e subito dopo il più bel dipinto della Diocesi, realizzato quasi certamente da Giacinto Platania e restaurato dal Mancini nel 1908: rappresenta il Battesimo di Gesù. Accanto alla piccola porta laterale vi è l'altare con la tela della Sacra Famiglia di autore ignoto del XVIII secolo. La volta fu affrescata nel Settecento da Vincenzo Sciuto con cinque medaglioni raffiguranti la vita del Battista. Lungo tutto il perimetro interno vi è affrescata la frase biblica Inter natos mulieribus non surrexit maior Ioannes Baptista. Ecce agnus Dei tollit peccata Mundi. Infine è possibile notare sulla sinistra una statua di Santa Teresa di Gesù Bambino. La navata minore, realizzata nel 1889, conserva due opere moderne, il Gesù Cristo di Giovanni Giuffrè e la decollazione del Battista di Orazio Greco e la settecentesca Madonna del Rosario tra Santa Caterina da Siena e San Gaetano da Thiene di Matteo Desiderato. In fondo alla navata minore, prima dell'ingresso in Sagrestia dove sono collocati i dipinti degli arcipreti ed un lavabo marmoreo opera di Domenico Alati rappresentante lo stemma di Aci Trezza, si trova un altare con il Crocifisso affiancato da Maria Addolorata e Giovanni apostolo ed evangelista: è probabile che Giovanni Verga alluda a quest'opera quando cita ne I Malavoglia l'Altare dell'Addolorata. Sopra l'ingresso principale vi è la cantoria che possiede un'artistica ringhiera barocca in legno; in essa è collocato un organo del 1781 realizzato dai maestri organari Platania.